# 道の駅五城目
道の駅五城目（みちのえき ごじょうめ）は、秋田県南秋田郡五城目町にある国道285号の道の駅である。愛称は悠紀の国 五城目（ゆきのくに ごじょうめ）。

## 概要
愛称の「悠紀の国」は1990年（平成2年）に行われた大嘗祭において、同町の水田が「悠紀田」に選ばれたことに由来する。
2002年（平成14年）8月13日に道の駅に登録された当初は同町開発公社が管理していた。公社の廃止に伴い2006年（平成18年）より、農産物直売コーナーを運営していた「いそうら直売会」が駅全体を管理する指定管理者となった。2018年4月からは、「道の駅あきた港」の指定管理者でもある「株式会社秋田東北ダイケン」が指定管理者となり、リニューアルオープンをした。

## 施設
- 駐車場
  - 普通車：85台
  - 大型車：7台
  - 身障者用：3台
- トイレ
  - 男：大 3器（2器）、小 8器（5器）
  - 女：8器（5器）
  - 身障者用：2器（1器）

※（）内は、24時間利用可能
- 物産館「Moriyama」（9:00 - 18:00 ※11月 - 3月は17:00）
- レストラン「だまこ庵」（11:00 - 15:30 ラストオーダー15:00）
- 軽食コーナー「HIROGANO」（9:00 - 18:00 ※11月 - 3月は17:00）
- 道路情報コーナー
- 自然観察園
- 休憩コーナー

## 休館日
- 12月31日 - 1月2日

## アクセス
- 国道285号 - 登録路線